# Mormia fratuelis
Mormia fratuelis är en tvåvingeart som beskrevs av Quate 1967. Mormia fratuelis ingår i släktet Mormia och familjen fjärilsmyggor. Inga underarter finns listade i Catalogue of Life.